# Adapsilia amplipennis
Adapsilia amplipennis är en tvåvingeart som beskrevs av Mario Bezzi 1914. Adapsilia amplipennis ingår i släktet Adapsilia och familjen Pyrgotidae. Inga underarter finns listade i Catalogue of Life.